# جيروين جيس
جيروين جيس (بالهولندية: Jeroen Gies)‏ هو لاعب كرة قدم هولندي في مركز حراسة المرمى، ولد في 23 يناير 1995 في Bothel, Lower Saxony ‏ في ألمانيا. لعب مع نادي غرونينغن.

## وصلات خارجية
- جيروين جيس على موقع قاعدة بيانات كرة القدم.إي يو (الإنجليزية)
- جيروين جيس على موقع عالم كرة القدم.نت (الإنجليزية)